# Don Rua

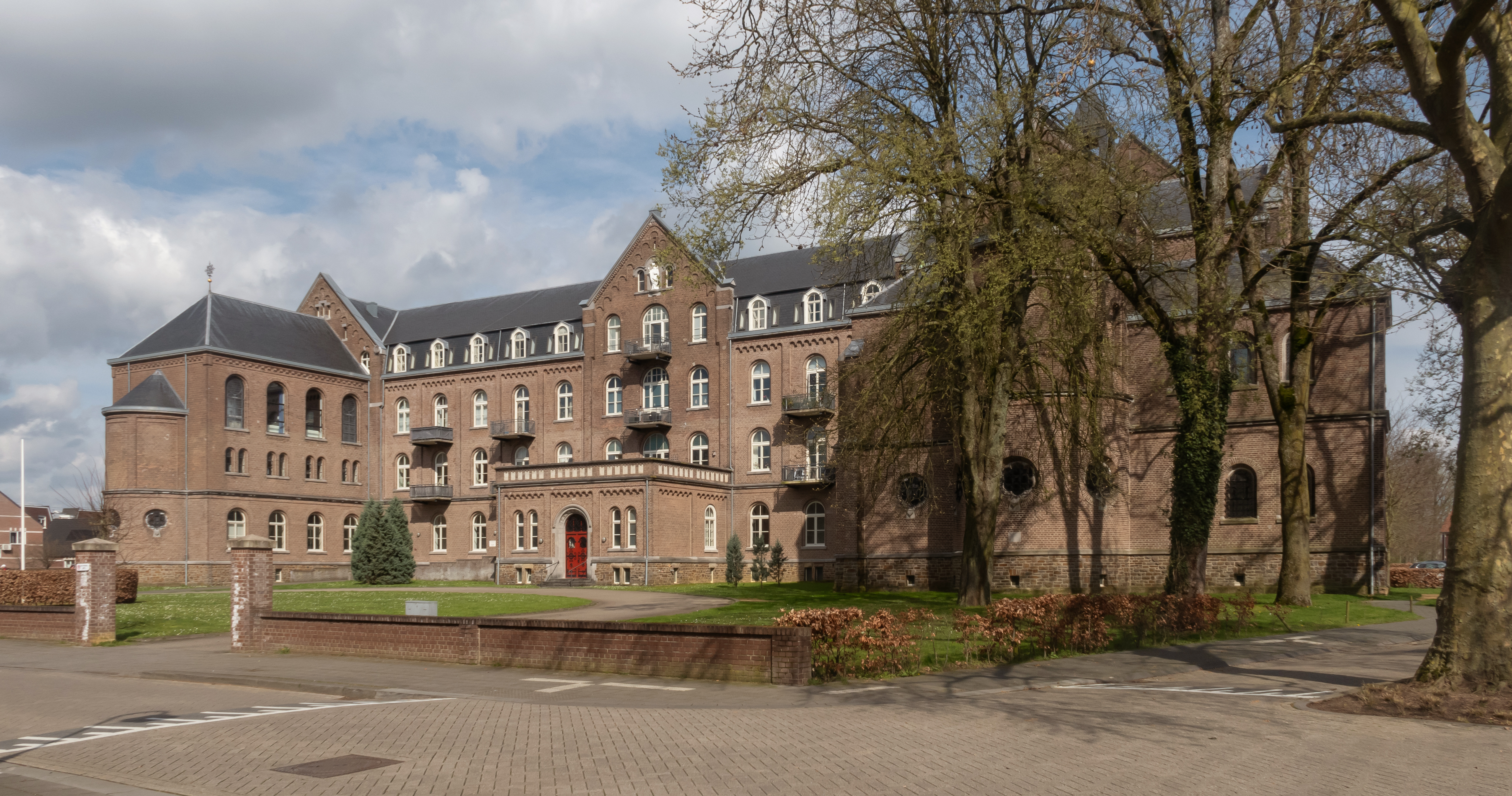
's-Heerenberg: het gebouw van voormalig klooster Don Rua in 2024

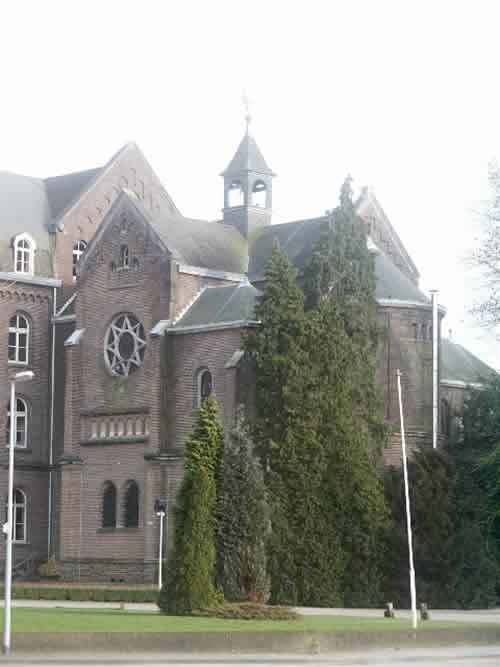
De kapel in 2007

Don Rua (van 1910 tot 1958 Sint-Bonifatiushuis) is een voormalig klooster in 's-Heerenberg, in de Nederlandse provincie Gelderland. Het kloostergebouw is gelegen vlak bij de zogenaamde Oude Grens, de voormalige grensovergang naar Duitsland richting Emmerik, nabij het historische centrum van 's-Heerenberg.

## Geschiedenis
Het klooster werd in 1910 gesticht door Duitse jezuïeten die twee decennia eerder als gevolg van de Kulturkampf Pruisen hadden moeten verlaten. Zij noemden het Sint-Bonifatiushuis. In 1937 vertrokken de Duitstalige jezuïeten naar Bad Godesberg in het Duitse Rijk. Van 1937 tot 1958 verbleven de Witte Paters van kardinaal Lavigerie in het gebouw. Zij hebben een onuitwisbare indruk nagelaten, vooral tijdens de moeilijke oorlogsjaren waren zij grote hulp en steun voor de getroffen lokale bevolking. Een straat in het grensstadje werd daarom te hunner ere van de naam Witte Paters voorzien door de gemeenteraad.
In 1958 betrokken Salesianen van Don Bosco vanuit Ugchelen het klooster om er tot 1971 te blijven. Zij gaven het klooster de naam Don Rua naar pater Michael Rua S.D.B., die de rechterhand en eerste opvolger van de heilige Don Bosco werd als algemeen overste van de Salesianen. Ook hun juvenaat te Ugchelen had tot 1958 de naam Don Rua gedragen. Na zijn priesterwijding was de latere bisschop van Rotterdam Ad van Luyn leraar klassieke talen op dit kleinseminarie tussen 1964 tot 1967.
Het klooster functioneerde na 1958 als juvenaat, jongens in de leeftijd van 12 tot 21 jaar oud werden er opgeleid tot kloosterling, maar midden jaren '60 werd het een algemeen internaat van katholieke signatuur met gymnasiumonderwijs. Tot en met medio 1971 woonden er jongens, maar het aantal aanmeldingen en roepingen daalde snel en de paters van Don Bosco verkochten het pand.

## Huidige bestemming
Nadat de functie van klooster verviel, was jarenlang het creativiteitscentrum Gouden Handen in het gebouw gevestigd.
Na een grondige verbouwing die enkele jaren duurde, in opdracht van Woonzorg Nederland, biedt het voormalige klooster sinds 2013 onderdak aan zesenveertig kloosterwoningen voor senioren (vanaf vijfenvijftig jaar).

### Park en kerkhof
Het klooster heeft een groot deel van haar oorspronkelijke terrein moeten prijsgeven, zoals de sportvelden, het minizwembad en de boerderij. In het gebied tussen het klooster en de grens is sinds ongeveer 2005 een nieuwbouwwijk verrezen. Ook lag er een kloosterkerkhof waarvan de laatste graven eind jaren 70 verplaatst werden naar de begraafplaats van de Salesianen in Leusden (Dodeweg 6). Na de sluiting van dit klooster werden hun overledenen te ruste gelegd op het katholieke kerkhof aan het einde van dezelfde weg.
Achter het klooster ligt een park dat vroeger tot de kloostertuin behoorde. In het park bevindt zich een kruisweg, bestaande uit kapelletjes met reliëfs. In juli 2013 werd het gerestaureerde park als algemeen toegankelijk stadspark opengesteld. Een waterpartij met een grote fontein is de nieuwe blikvanger. De kruiswegstaties en het Heilig Hartbeeld zijn hersteld.

## Seksueel misbruik juvenaat Don Rua
In februari 2010 berichtten verschillende media dat enkele Salesianen van Don Bosco zich op juvenaat Don Rua zouden hebben vergrepen aan minderjarige leerlingen van het mannelijke geslacht. De rechter kon hier niet meer over beslissen omdat alles verjaard was. Het was voor het eerst dat zulke beschuldigingen in Nederland (na eerdere beschuldigingen in de Verenigde Staten, Canada, België, Ierland, Duitsland en elders) werden geuit. De Salesianen hebben besloten zelf ook een onderzoek naar de zaak te doen.

### Eerste publiciteit
NRC Handelsblad heeft naar eigen zeggen, sinds publicatie van verschillende artikelen, ruim 30 meldingen over seksueel misbruik van minderjarige en adolescente jongens door paters en broeders salesianen op Don Rua ontvangen. De meldingen betreffen de periode 1958-1980 en zowel juvenaat als internaat-gymnasium Don Rua, zowel ten tijde van de vestiging te Ugchelen als te 's-Heerenberg. Volgens NRC Handelsblad hebben drie vermeende daders inmiddels toegegeven zich schuldig te hebben gemaakt aan seksueel misbruik.
Eind november 2010 berichtte NRC Handelsblad dat de congregatie der Salesianen in 2003 een financiële regeling met een misbruikte leerling heeft getroffen. Naar aanleiding van de berichtgeving op 26 november 2010 verklaarde de later afgezette provinciaal overste voor Nederland Herman Spronck S.D.B. vanuit Rome het volgende.

Als verantwoordelijke van de Salesianen van Don Bosco in Nederland ben ik diep geraakt door de berichtgeving die vandaag in de pers verschenen is. Ik heb al eerder duidelijk te kennen gegeven dat seksueel misbruik in de visie van Don Bosco absoluut verkeerd is. En dat wij Salesianen ons zullen inspannen om het leed en de schade aan de slachtoffers te helen en te herstellen. Uit de berichtgeving van vandaag blijkt dat een zeer gecompliceerde opdracht: wat in eerste instantie was bedoeld en overeengekomen als een wederzijdse overeenkomst om in alle leed en schade zo veel mogelijk tegemoet te komen, lijkt nu te verworden tot een afkoopschandaal.

### Het rapport van de commissie Deetman
In december 2011 verscheen het eindrapport van de commissie Deetman over seksueel misbruik binnen de Rooms-Katholieke Kerk. Bevinding 13d in hoofdstuk 6 van dit rapport (pagina's 276 en 277) heeft betrekking op de Salesianen van Don Bosco. Geconstateerd wordt dat in de periode 1945-2000 tussen de 71 en 82 salesianen kinderen hebben misbruikt. Op een totaal van 450 salesianen in diezelfde periode, betekent dit dat 15 tot 18 procent van deze paters en broeders zich schuldig heeft gemaakt aan seksueel misbruik van minderjarigen. Hoewel dit moeilijk te documenteren is, is het het erg waarschijnlijk dat er een cultuur van het zwijgen bestond over deze zaken. De normen en voorschriften van de congregatie in gevallen van misbruik waren weliswaar streng, maar werden in de praktijk met grote soepelheid toegepast.